# Hucisko (powiat przysuski)
Hucisko (do 31 grudnia 2002 Hucisko Borkowieckie) – wieś w Polsce, położona w województwie mazowieckim, w powiecie przysuskim, w gminie Przysucha. Wieś ma status sołectwa.
Wierni Kościoła rzymskokatolickiego należą do parafii św. Teresy od Dzieciątka Jezus w Ruskim Brodzie.
| SIMC    | Nazwa  | Rodzaj     |
| ------- | ------ | ---------- |
| 0633722 | Rudków | przysiółek |

## Historia
Dawniej były to dwie wsie po obu stronach strugi, położone w dwóch gminach: Borkowice (Hucisko, po zachodniej stronie, 49 mieszk. w 1882 r.) i Chlewiska (Hucisko, po wschodniej stronie, 142 mieszk. w 1882 r.). W 1933 roku utworzyły dwie odrębne gromady. W 1954 oba Huciska weszły w skład gromady Ruski Bród i odtąd wsie zostały połączone. W 1973 roku sołectwo o nazwie Hucisko Borkowieckie weszło w skład gminy Przysucha. W latach 1975–1998 wieś należała administracyjnie do województwa radomskiego. 1 stycznia 2003 nastąpiła zmiana nazwy wsi z Hucisko Borkowieckie na Hucisko.
W okresie niemieckiej okupacji Huciska stanowiły przez dwa tygodnie kwaterę Oddziału Wydzielonego Wojska Polskiego mjra. „Hubala”. 30 marca 1940 roku „hubalczycy” stoczyli pod Huciskiem zwycięską walkę z Niemcami. W odwecie, następnego dnia okupanci aresztowali we wsi 33 mężczyzn, spośród których jednego zastrzelili, a pozostałych w większości wywieźli do KL Sachsenhausen. Kolejna pacyfikacja nastąpiła 11 kwietnia 1940 roku, kiedy to Niemcy doszczętnie spalili wieś i zamordowali 22 mężczyzn.